# Filippo I di Parma
Filippo I di Borbone-Parma (Madrid, 15 marzo 1720 – Alessandria, 18 luglio 1765) è stato il secondo duca di Parma, Piacenza e Guastalla della dinastia Borbone, il primo del ramo Borbone-Parma di cui fu capostipite.

## Biografia

### Infanzia

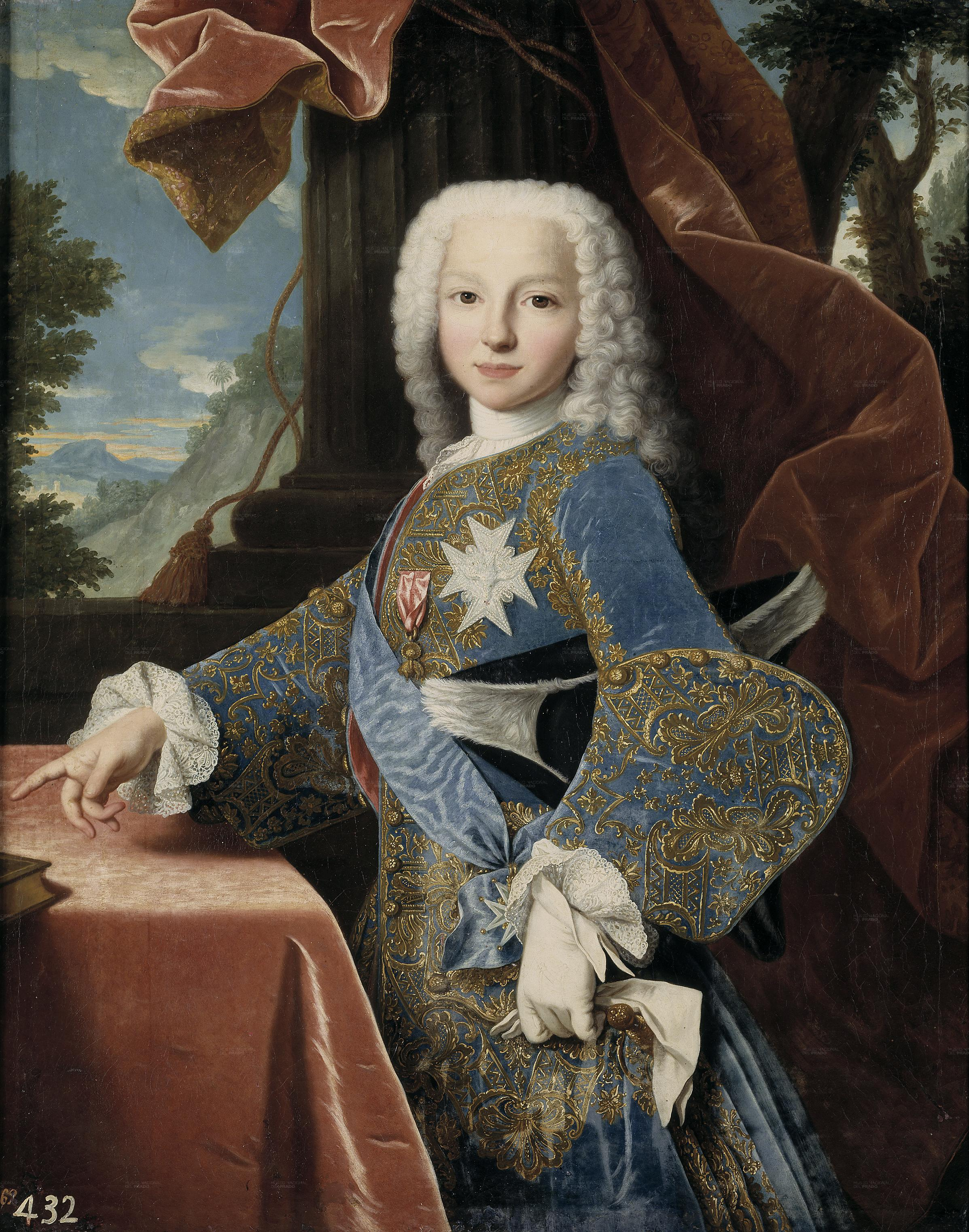
L'allora infante di Spagna Filippo di Borbone, in un ritratto del 1732

Filippo I era figlio di Filippo V, re di Spagna, e della sua seconda moglie Elisabetta Farnese; sua madre proveniva dalla nobile famiglia italiana dei Farnese, che aveva retto il ducato di Piacenza e Parma per generazioni; venne cresciuto nei primi anni di vita a Madrid, ove ebbe modo di mostrare il proprio interesse per l'arte e la politica. Nel 1738 venne investito dal padre del titolo di conte di Chinchón, appartenente al Grandato di Spagna, a seguito dell'alienazione del suddetto titolo da parte di Giuseppe Sforza-Cesarini, duca di Canzano.

### Matrimonio
Il 25 ottobre 1739, nella città spagnola di Alcalá de Henares, presso Madrid, Filippo sposò Elisabetta di Francia (1727-1759), principessa di Francia, figlia del re Luigi XV e di Maria Leszczyńska.

### Guerra di successione austriaca
Nel 1744, durante la guerra di successione austriaca, l'infante Filippo assunse il comando delle armate congiunte franco-spagnole nella campagna contro Carlo Emanuele III di Savoia, sostenuto dall'Austria. Il 15 settembre 1745 le truppe spagnole occuparono Parma ed il tenente generale marchese de Castellar raccolse l'atto di obbedienza del parmigianino a Elisabetta Farnese, segno di chiara volontà di sottomissione del popolo alla Spagna, alleata di sangue della dinastia dei Farnese che per secoli aveva regnato su quei territori. Nel dicembre di quello stesso anno, Filippo osò di più e si spinse nella volontà di conquistare Milano, ma venne bloccato dal generale austriaco Braun e dal generale Giovanni Luca Pallavicini, che assediarono Parma e la riportarono sotto il controllo austriaco. Allora Filippo stabilì a Chambéry la sua piccola corte che lo aveva seguito fin dalla partenza da Madrid e di cui facevano parte Guillaume du Tillot come consigliere, che diverrà primo ministro a Parma, il medico Silvestro Ponticelli, futuro archiatra, e Joseph de Lama, primo farmacista.

### Duca di Parma, Piacenza e Guastalla

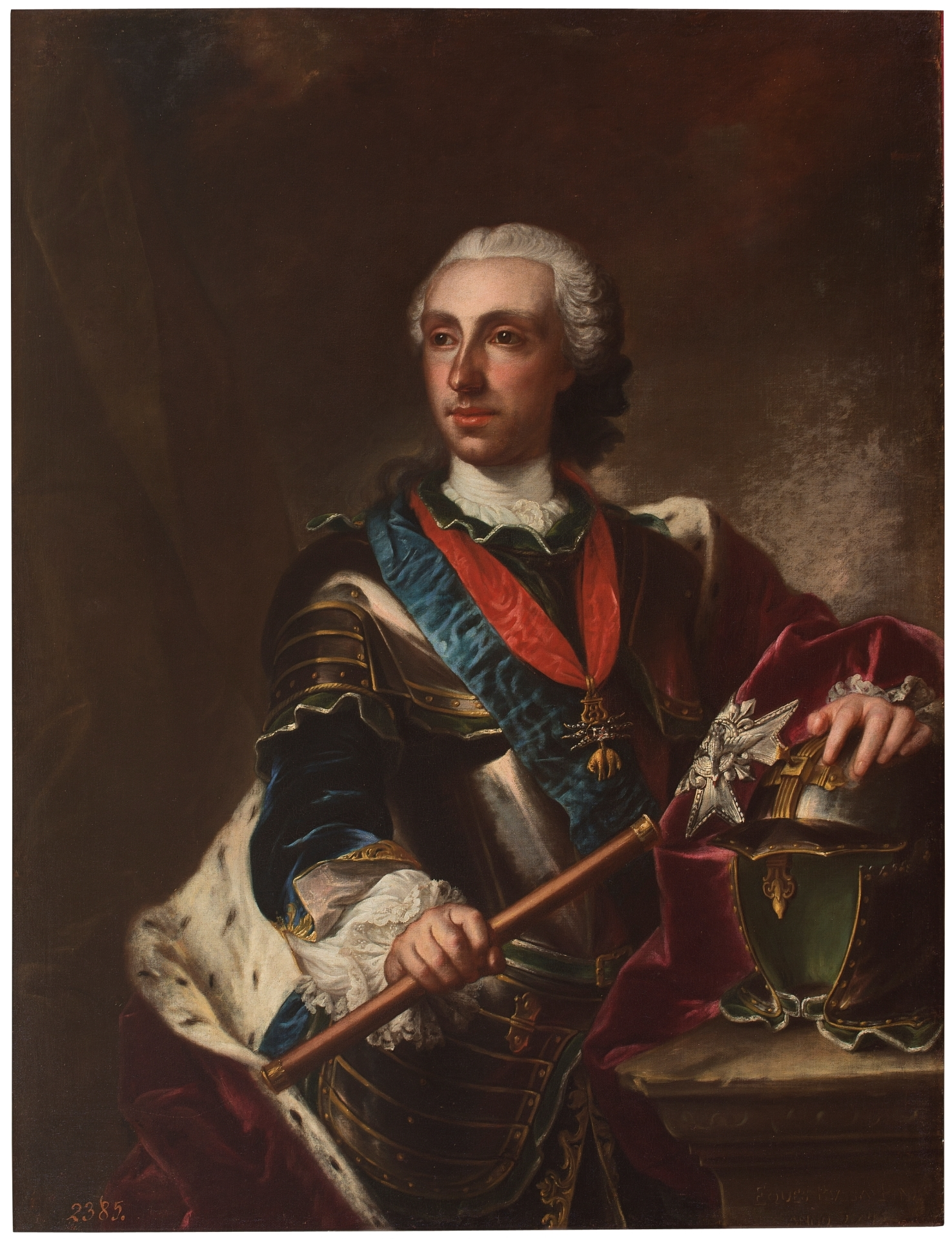
Ritratto del duca Filippo I di Parma, di Carlo Francesco Rusca

Nel 1748, infine, Filippo divenne duca di Parma, Piacenza e Guastalla, assumendo il nome di Filippo I di Parma, in virtù degli accordi presi col Trattato di Aquisgrana, rimanendo in carica sino alla sua morte; su quel trono si era già seduto suo fratello Carlo.
Il duca Filippo sviluppò una politica illuministica, espansiva e giansenista. Con il sostegno di Guillaume du Tillot, suo primo ministro, introdusse riforme che sanarono le finanze, rinforzò il potere dello Stato, creò scuole pubbliche. Fu proprio Tillot, nel 1768, dopo la morte dello stesso duca Filippo, a decretare l'espulsione dell'Ordine dei Gesuiti e la confisca delle proprietà della Chiesa cattolica. Procedette anche alla soppressione dei tribunali ecclesiastici ancora presenti all'interno dei tre Ducati. Sempre in questa politica anticlericale rientra l'incamerazione dei Mezzani nel 1763, uno degli ultimi feudi vescovili del ducato. Tutto ciò fu possibile anche grazie all'abilità del duca e del ministro nell'ottenere e gestire a proprio favore l'amicizia personale con l'allora vescovo Francesco Pettorelli Lalatta.
Filippo I fu il capostipite del ramo Borbone-Parma della dinastia dei Borbone. Attraverso la figlia Maria Luisa, Filippo è un antenato dei Borbone-Spagna, Borbone-Due Sicilie e Borbone-Orléans.

### Morte
Il duca morì improvvisamente il 18 luglio 1765 ad Alessandria, dopo aver accompagnato la figlia Maria Luisa a Genova, da dove sarebbe partita per raggiungere la Spagna e sposare l'Infante Carlo. 

## Discendenza

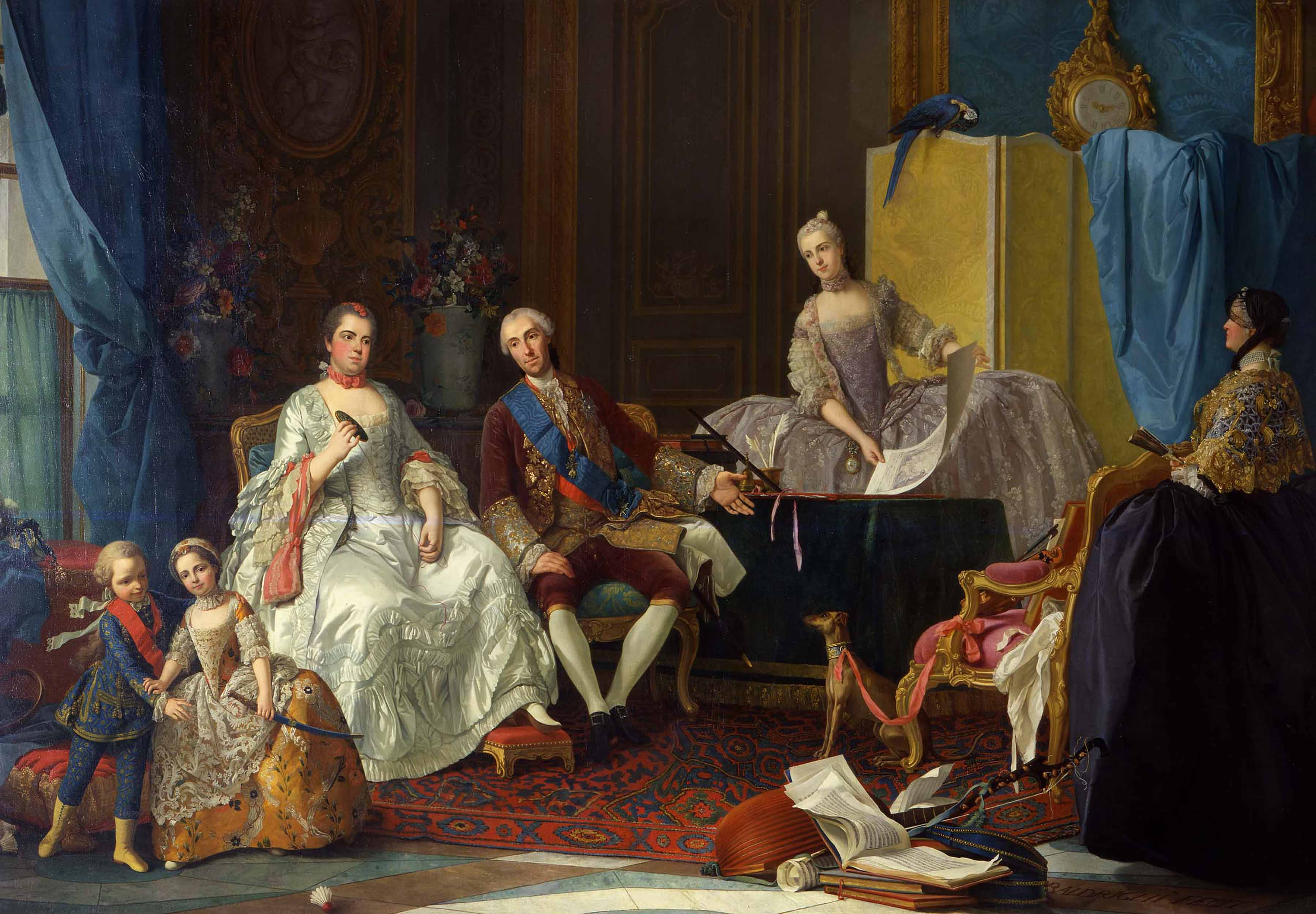
La famiglia ducale di Parma

Filippo di Parma ed Elisabetta di Francia ebbero tre figli:
- Isabella Maria di Borbone-Parma (31 dicembre 1741 - 27 novembre 1763), moglie dell'imperatore Giuseppe II d'Asburgo-Lorena;
- Ferdinando I (20 gennaio 1751 - 9 ottobre 1802), duca di Parma, sposò Maria Amalia d'Asburgo-Lorena;
- Luisa Maria di Borbone-Parma (9 dicembre 1751 - 2 gennaio 1819), moglie del re Carlo IV di Spagna, suo cugino di primo grado.

## Ascendenza
|                                |                     |                                     | Genitori                                  |  |  | Nonni |  |  | Bisnonni             |  |  | Trisnonni             |  |
|                                |                     |                                     |                                           |  |  |       |  |  | Luigi XIV di Francia |  |  | Luigi XIII di Francia |  |
|                                |                     |                                     |                                           |  |  |       |  |  | Luigi XIV di Francia |  |  | Luigi XIII di Francia |  |
|                                |                     | Anna d'Asburgo                      |                                           |  |  |       |  |  | Luigi XIV di Francia |  |  |                       |  |
| Luigi, il Gran Delfino         |                     |                                     |                                           |  |  |       |  |  | Luigi XIV di Francia |  |  |                       |  |
|                                |                     | Maria Teresa d'Asburgo              | Filippo IV di Spagna                      |  |  |       |  |  |                      |  |  |                       |  |
|                                |                     | Maria Teresa d'Asburgo              | Filippo IV di Spagna                      |  |  |       |  |  |                      |  |  |                       |  |
|                                |                     | Maria Teresa d'Asburgo              | Elisabetta di Borbone-Francia             |  |  |       |  |  |                      |  |  |                       |  |
| Filippo V di Spagna            |                     | Maria Teresa d'Asburgo              |                                           |  |  |       |  |  |                      |  |  |                       |  |
|                                |                     | Ferdinando Maria di Baviera         | Massimiliano I, elettore di Baviera       |  |  |       |  |  |                      |  |  |                       |  |
|                                |                     | Ferdinando Maria di Baviera         | Massimiliano I, elettore di Baviera       |  |  |       |  |  |                      |  |  |                       |  |
|                                |                     | Ferdinando Maria di Baviera         | Maria Anna d'Asburgo                      |  |  |       |  |  |                      |  |  |                       |  |
| Maria Anna Vittoria di Baviera |                     | Ferdinando Maria di Baviera         |                                           |  |  |       |  |  |                      |  |  |                       |  |
|                                |                     | Enrichetta Adelaide di Savoia       | Vittorio Amedeo I di Savoia               |  |  |       |  |  |                      |  |  |                       |  |
|                                |                     | Enrichetta Adelaide di Savoia       | Vittorio Amedeo I di Savoia               |  |  |       |  |  |                      |  |  |                       |  |
|                                |                     | Enrichetta Adelaide di Savoia       | Maria Cristina di Borbone-Francia         |  |  |       |  |  |                      |  |  |                       |  |
| Filippo I di Parma             |                     | Enrichetta Adelaide di Savoia       |                                           |  |  |       |  |  |                      |  |  |                       |  |
|                                | Ranuccio II Farnese | Odoardo I Farnese                   |                                           |  |  |       |  |  |                      |  |  |                       |  |
|                                | Ranuccio II Farnese | Odoardo I Farnese                   |                                           |  |  |       |  |  |                      |  |  |                       |  |
|                                | Ranuccio II Farnese | Margherita de' Medici               |                                           |  |  |       |  |  |                      |  |  |                       |  |
| Odoardo II Farnese             | Ranuccio II Farnese |                                     |                                           |  |  |       |  |  |                      |  |  |                       |  |
|                                |                     | Isabella d'Este                     | Francesco I d'Este                        |  |  |       |  |  |                      |  |  |                       |  |
|                                |                     | Isabella d'Este                     | Francesco I d'Este                        |  |  |       |  |  |                      |  |  |                       |  |
|                                |                     | Isabella d'Este                     | Maria Farnese                             |  |  |       |  |  |                      |  |  |                       |  |
| Elisabetta Farnese             |                     | Isabella d'Este                     |                                           |  |  |       |  |  |                      |  |  |                       |  |
|                                |                     | Filippo Guglielmo del Palatinato    | Volfango Guglielmo del Palatinato-Neuburg |  |  |       |  |  |                      |  |  |                       |  |
|                                |                     | Filippo Guglielmo del Palatinato    | Volfango Guglielmo del Palatinato-Neuburg |  |  |       |  |  |                      |  |  |                       |  |
|                                |                     | Filippo Guglielmo del Palatinato    | Maddalena di Baviera                      |  |  |       |  |  |                      |  |  |                       |  |
| Dorotea Sofia di Neuburg       |                     | Filippo Guglielmo del Palatinato    |                                           |  |  |       |  |  |                      |  |  |                       |  |
|                                |                     | Elisabetta Amalia d'Assia-Darmstadt | Giorgio II d'Assia-Darmstadt              |  |  |       |  |  |                      |  |  |                       |  |
|                                |                     | Elisabetta Amalia d'Assia-Darmstadt | Giorgio II d'Assia-Darmstadt              |  |  |       |  |  |                      |  |  |                       |  |
|                                |                     | Elisabetta Amalia d'Assia-Darmstadt | Sofia Eleonora di Sassonia                |  |  |       |  |  |                      |  |  |                       |  |
|                                |                     | Elisabetta Amalia d'Assia-Darmstadt |                                           |  |  |       |  |  |                      |  |  |                       |  |